# 修羅徹
修羅 徹（しゅら とおる）は、日本の作曲家、編曲家。主にアダルトゲームやアダルトアニメへのBGM参加で知られる。

## 概説
曲調については、1960年代の武満徹やクシシュトフ・ペンデレツキから影響されたとうかがえる管弦楽法が随所に見られる。原則として調性音楽だが、登場人物の動揺には無調的なフレーズが惜しみなく導入され、高い効果を生んでいる。
主に関わっていたグリーンバニーが消滅したこともあり、消息については不明である。

## 参加作品
- ワーズ・ワース（アダルトアニメ版のみ）
- PureMail -ピュアメール-（アダルトアニメ版のみ）
- MEZZO FORTE
- みずいろ（アダルトアニメ版のみ）
- 新世紀 淫魔聖伝
- ロマンスは剣の輝きII（アダルトアニメ版のみ）
- エーベンブルグの風
- 聖伝-リグ・ヴェーダ-
- 肉体転移
- 螢子

他多数。